# Arturo Miranda
Arturo Miranda (La Habana, Cuba, 19 de enero de 1971) es un deportista canadiense que compitió en saltos de trampolín. Ganó una medalla de plata en el Campeonato Mundial de Natación de 2007 y una medalla de bronce en los Juegos Panamericanos de 2007.

## Palmarés internacional
| Campeonato Mundial   | Campeonato Mundial      | Campeonato Mundial | Campeonato Mundial   |
| Año                  | Lugar                   | Medalla            | Prueba               |
| -------------------- | ----------------------- | ------------------ | -------------------- |
| 2007                 | Melbourne (Australia)   | Medalla de plata   | Trampolín 3 m sincro |
| Juegos Panamericanos |                         |                    |                      |
| Año                  | Lugar                   | Medalla            | Prueba               |
| 2007                 | Río de Janeiro (Brasil) | Medalla de bronce  | Trampolín 3 m sincro |